# Haaposaari (ö i Kajanaland, Kehys-Kainuu, lat 65,48, long 29,53)
Haaposaari är en ö i Finland. Den ligger i sjön Haapolampi och i kommunen Suomussalmi i den ekonomiska regionen  Kehys-Kainuu  och landskapet Kajanaland, i den nordöstra delen av landet, 600 km norr om huvudstaden Helsingfors. Öns area är 3,2 hektar och dess största längd är 300 meter i öst-västlig riktning.